# Inaldo de Sena
Inaldo Justino de Sena (né le 18 juin 1971) est un athlète brésilien, spécialiste du 400 mètres.
Son meilleur temps est de 45 s 02 obtenu à Madrid, le 6 septembre 1994.
En 2010, il écope d'une suspension de 4 ans de sa fédération pour dopage en tant qu'entraîneur.